# Sojuz TMA-01M
Sojuz TMA-01M je ruská kosmická loď řady Sojuz, první z nové série TMA-M. Dne 7. října 2010 odstartovala k Mezinárodní vesmírné stanici (ISS), kam dopravila tři členy Expedice 25 – Alexandra Kaleriho, Olega Skripočku a Scotta Kellyho. Poté zůstane u ISS jako záchranná loď až do března 2011, kdy se s ní stejná trojice kosmonautů vrátí na Zem.
Sojuz TMA-01M je první loď nové, „sedmistovkové“ série TMA-M. Původně (v létě 2006) se plánoval start prvního lodi nové série už v září 2008, jako velitel lodi byl tehdy určen zkušený kosmonaut oddílu RKK Eněrgija Alexandr Kaleri. Práce na modernizaci lodi se však protahovaly, a tak byl let postupně odkládán až na podzim 2010.

## Posádka
- Alexandr Kaleri (5), velitel, RKK Eněrgija
- Oleg Skripočka (1), palubní inženýr 1, RKK Eněrgija
- Scott Kelly (3), palubní inženýr 2, NASA

V závorkách je uveden dosavadní počet letů do vesmíru včetně této mise.

### Záložní posádka
- Sergej Volkov,[1] velitel, CPK
- Sergej Revin,[1] palubní inženýr 1, RKK Eněrgija
- Ronald Garan,[1] palubní inženýr 2, NASA

## Konstrukční změny verze TMA-M
Hlavním rozdílem nové lodi proti Sojuzům TMA je náhrada starého palubního počítače navigačního systému Argon-16 (2 kB RAM, 16 kB ROM, 200 000 instrukcí/s) o hmotnosti 70 kg a spotřebě 280 W novým RISC počítačem CVM-101 (2 MB RAM, 2 MB ROM, 6 mil. instrukcí/s) o hmotnosti 8,8 kg a spotřebě 40–60 W. V navigačním systému je namísto původních 6 bloků o celkové hmotnosti 101 kg nově instalováno 5 bloků o hmotnosti 42 kg. Tím došlo ke snížení spotřeby z původních 402 W na 105 W. Dále došlo k výměně historického měřícího a telemetrického systému. Místo stávajícího, sestávajícího z 30 bloků o hmotnosti 70 kg, byl instalován nový systém MBITS. Ten je složen ze 14 bloků o celkové hmotnosti 28 kg a jeho spotřeba je 29–85 W namísto 84–140 W u původní varianty. Dalšími změny byly provedeny v termoregulačním systému lodi. Díky celkovým úsporám hmotnosti palubního vybavení je nyní možno na palubě Sojuzu TMA-M vynášet společně s posádkou dalších 120 kg nákladu, namísto 50 kg u varianty TMA. Díky modernizaci a zjednodušení vybavení rovněž dojde ke zjednodušení a zrychlení výroby a testování lodí Sojuz. 

## Průběh letu

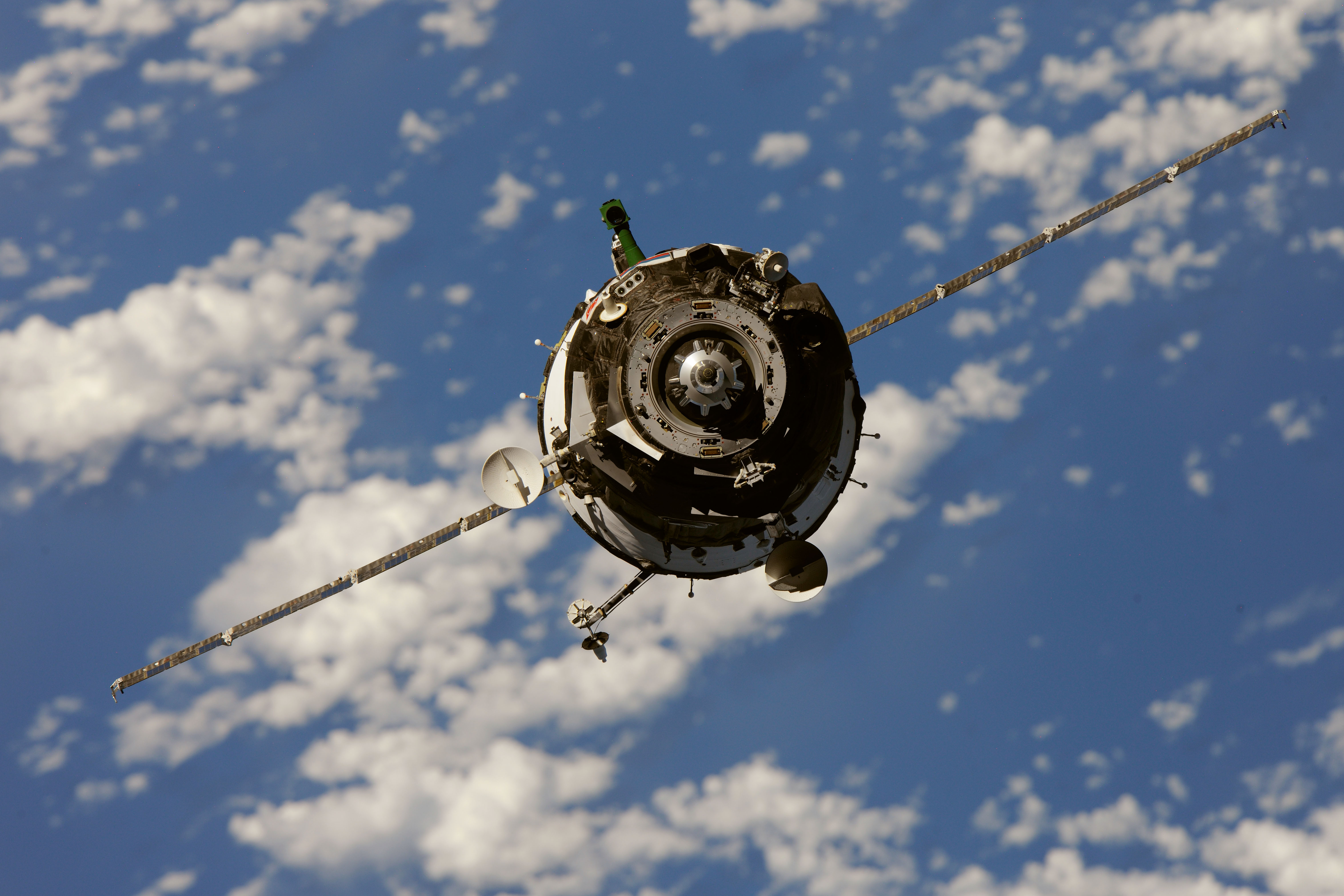
Soujz TMA-01M z ISS

Soujz TMA-01M vzlétl z kosmodromu Bajkonur 7. října 2010 v 23:11 UTC. Ke spojovacímu uzlu modulu Poisk Mezinárodní vesmírné stanice (ISS) se připojil po dvoudenním letu 10. října v 00:01 UTC.
Součástí komplexu ISS byl až do 16. března 2011, kdy se ve 4:27 UTC odpojil a v 7:54 UTC přistál v kazašské stepi 86 km severoseverovýchodně od Arkalyku.